# 庫欣 (明尼蘇達州)
庫欣（英語：Cushing）是位於美國明尼蘇達州莫里森縣庫欣鎮區的一個非建制地區。

## 歷史
庫欣於1907年成立，得名自美國政治家、外交家及美國眾議院議員凯莱布·顾盛（Caleb Cushing）。

## 地理
庫欣所處的海拔為高於海平面386米（即1266英呎），而該地所採用的時區為UTC-6，即北美中部時區（CST）。同時該地設有夏令時間，為UTC-6調快一小時，即UTC-5（CDT）。